# Centronia peruviana
Centronia peruviana  es una especie de planta con flor en la familia de las  Melastomataceae.
Es endémica de Perú donde se encuentra en el departamento de Huánuco en los Andes peruanos. 

## Taxonomía
Centronia peruviana fue descrita por James Francis Macbride y publicado en Publications of the Field Museum of Natural History, Botanical Series 13(4/1): 327. 1941.